# Ben C. Eastman

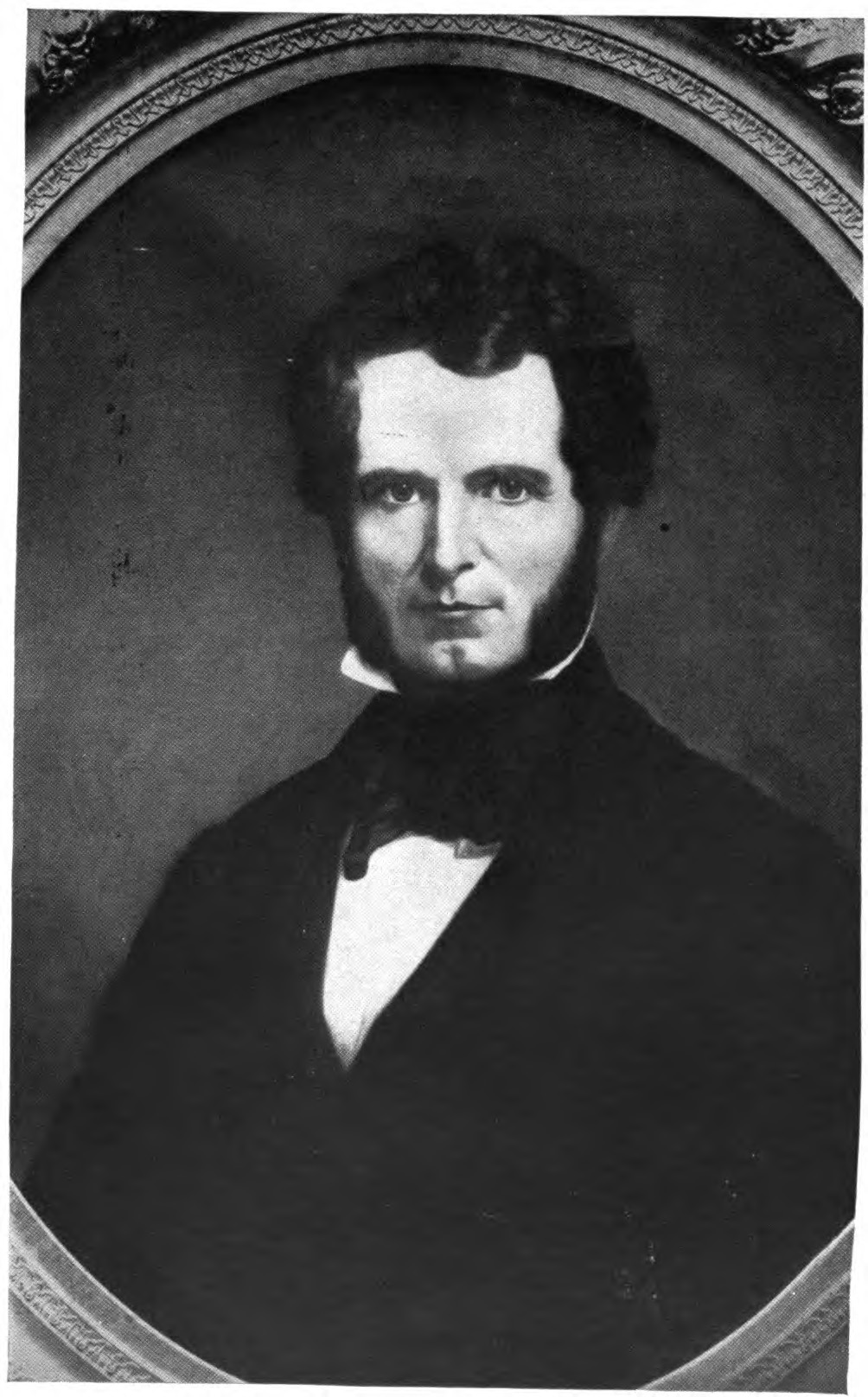
Ben C. Eastman

Ben C. Eastman (* 24. Oktober 1812 in Strong, Massachusetts; † 2. Februar 1856 in Platteville, Wisconsin) war ein US-amerikanischer Politiker. Zwischen 1851 und 1855 vertrat er den Bundesstaat Wisconsin im US-Repräsentantenhaus.

## Werdegang
Ben Eastman wurde 1812 in Strong geboren, das damals noch zu Massachusetts gehörte und seit 1820 Teil des Staates Maine ist. Er besuchte die öffentlichen Schulen seiner Heimat. Nach einem anschließenden Jurastudium und seiner 1840 erfolgten Zulassung als Rechtsanwalt begann er in Green Bay in diesem Beruf zu arbeiten. Noch im gleichen Jahr verlegte er seine Kanzlei und seinen Wohnsitz nach Platteville im Wisconsin-Territorium. Zwischen 1843 und 1846 gehörte er dem territorialen Regierungsrat an. Außerdem wurde er Bezirksstaatsanwalt im Grant County.
Politisch wurde Eastman Mitglied der Demokratischen Partei. Bei den Kongresswahlen des Jahres 1850 wurde er im zweiten Wahlbezirk von Wisconsin in das US-Repräsentantenhaus in Washington, D.C. gewählt, wo er am 4. März 1851 die Nachfolge von Orsamus Cole antrat. Nach einer Wiederwahl im Jahr 1852 konnte er bis zum 3. März 1855 zwei Legislaturperioden im Kongress absolvieren. Diese waren von den Ereignissen und Diskussionen im Vorfeld des Bürgerkrieges bestimmt. Dabei ging es damals vor allem um die Frage der Sklaverei.
1854 verzichtete Eastman auf eine weitere Kongresskandidatur. In den Monaten nach seinem Ausscheiden aus dem US-Repräsentantenhaus arbeitete er wieder als Anwalt. Er starb am 2. Februar 1856, knapp elf Monate nach dem Ende seiner letzten Legislaturperiode im Kongress. Ben Eastman wurde in Madison beigesetzt.